# Adriana Domanická
Adriana Domanická, (* 1965) je bývalá československá sportovní plavkyně.

## Sportovní kariéra
Narodila se do sportovní rodiny. Starší sestra Dagmar hrála basketbal za Baník Prievidza, mladší bratr Peter šel v jejich plaveckých stopách. Plavat se naučila při plaveckých kurzech pro základní školy v 7 letech. Po absolvování kurzu byla vybrána do přípravky plaveckého klubu Slovan Bojnice. V roce 1977 byly na ZŠ Sama Chalupku v Prievidzi otevřené první sportovní třídy, kde začala s dvoufázovou přípravou pod vedením Anny Krčíkové. Trénovala standardně ráno od 6-8 a odpoledne od 17-19 h ve dnes již zbourané kryté 25 m plavecké hale na koupališti Čajka. Později na gymnáziu přidala suchou přípravu pod vedením Alberta Priehody.
Mezi ženami začala na sebe upozorňovat od roku 1981 v plavecké lize za domovský klub Slovan Bojnice. Specializovala se na plavecký styl motýlek. V motýlku měla krásně sladěný pohyb rukou a nohou. Především v práci nohou (vlnění) byla ve své době v Československu nedostižná. V roce 1983 překonala na červencovém letním mistrovství republiky poprvé slovenský rekord na 200 m motýlek časem 2:22,48.
V olympijském roce 1984 již patřila do širšího výběru reprezentace. Její časy však nedávaly naději pro nominaci na olympijské hry v Los Angeles, navíc v době nejintenzivnější přípravy reprezentace v květnu maturovala na gymnáziu. Olympijských her se nakonec Československo neúčastnilo ze známých politických důvodů. Z neznámého důvodu jí v roce 2014 komise ČKFP považovala za kandidátku olympijských her, přitom opomenula výkonnosti lepší motýlkářku Martinu Štefkovou. O slabé úrovni ženského motýlku v mezinárodním kontextu v roce 1984 poukazuje komentář před letním mistrovstvím republiky "Těžko uvěřit, že jsme v této disciplíně měli juniorskou mistryni Evropy z roku 1980 (Marcela Rajdová)... Za československým rekordem je uctivá pauza, za letos nejlepším výkonem Štefkové další uctivá mezera. Mírně se zlepšila Domanická..."
Po maturitě na gymnáziu V. B. Nedožerského v Prievidzi byla přijatá od školního roku 1984/85 na bratislavskou FTVS. Zároveň přestoupila do bratislavského univerzitního klubu Slávia UK a byla zařazena do střediska vrcholového sportu ministerstva školství k trenérce Vlastě Wawrové. Pod vedením Wawrové se výborně připravila na zimní sezónu. V prosinci se na velké ceně Brna dostala na 100 m motýlek pod 64 vteřin časem 1:03,96 a na 200 m motýlek poprvé plavala čas po 140 vteřin (2:19,07). Za týden plavala 100 m motýlek ve vylepšeném slovenském rekordu za 1:03,65.
Letní sezónu 1985 u ní ovlivnily zdravotní problémy s ramenem a časy ze zimní sezóny nepotvrzovala. Její start na mistrovství Evropy byl podmíněn schválením rozšířené výpravy.  Absolvovala všechna soustředění s reprezentací ve východoněmeckém Lindow nebo ve francouzských alpách v Font-Romeu-Odeillo-Via a poslední Slovenkou, která startovala na mistrovství Evropy v plavání byla v roce 1966 Oľga Kozičová. Před srpnovým mistrovstvím Evropy v bulharské Sofii ladila formu v Bratislavě s Marcelem Géry a Petrem Kladivou pod vedením Ladislava Hlavatého. V Sofii se jí nevedlo. Na 100 m motýlek skončila 24. v čase 1:04,98 a na 200 m motýlek 24. zopakovala v čase 2:23,82. Nepovedené závody podtrhla s polohovou štafetou na posledním 12. místě v čase 4:28,65. Předseda plaveckého svazu Pavel Pazdírek její výkony v kritice nešetřil.
Po zimní sezóně 1986 plné zdravotních problému hlavně psychického a motivačního rázu přešla z tréninkové skupiny Vlasty Wawrové do tréninkové skupiny Róberta Valoviče. Valovič jí snížil objemovou zátěž a přidal na intenzitě. Zapracovali spolu na startech a na zlepšení obrátek – měla nedostatky v odhadu vzdálenosti před obrátkou. Pozměnil jí systém suché přípravy aby ulevil jejím bolavým ramenům. Změny na sebe nenechaly dlouho čekat, na červnovém letním mistrovství republiky zaostala na 100 m motýlek časem 1:03,67 jen dvě setiny za svým slovenským rekordem.
V přípravě na zimní sezónu 1987 jí bolavé rameno opět dávala o sobě znát. V lednu podstoupila operaci. Na červnovém letním mistrovství republiky získala svůj poslední mistrovský titul na 100 m motýlek v čase 1:05,65. Sportovní kariéru ukončila v roce 1988.

### Slovenské rekordy od 1.1.1993
|      | disciplína    | čas     | klub                    | datum     | závod           | místo         | poznámka | platnost        | pokořitelka              |
| ---- | ------------- | ------- | ----------------------- | --------- | --------------- | ------------- | -------- | --------------- | ------------------------ |
| 1984 | 200 m motýlek | 2:19,07 | TJ Slávia UK Bratislava | 6.12.1984 | velká cena Brna | Lužánky, Brno |          | 9 let a 213 dní | Martina Moravcová (1994) |